# Máté Lékai
Máté Lékaj (født 16. juni 1988) er en ungarsk håndboldspiller, som spiller i MVM Veszprém KC og for Ungarns herrehåndboldlandshold.
Hans første internationale slutrunde var VM håndbold 2011 i Sverige. 
Han deltog i OL 2012 i London.